# Norman Beaker
 (juillet 2012).
Si vous disposez d'ouvrages ou d'articles de référence ou si vous connaissez des sites web de qualité traitant du thème abordé ici, merci de compléter l'article en donnant les références utiles à sa vérifiabilité et en les liant à la section « Notes et références ».
Pour les articles homonymes, voir Beaker.
Norman Beaker, de son vrai nom Norman Hume, né le 21 juin 1950 à  Manchester est un bluesman anglais, guitariste, ainsi qu'Auteur-compositeur.

## Biographie
À l'âge de 7 ans, il est victime d'un accident de la route, ce qui le contraint à rester alité pendant près d'un an et demi. Pour passer le temps, son père lui offre une guitare, ainsi le jeune Norman est pris de passion pour cet instrument.

## Carrière (1964 - 1983)
En 1964, à l'âge de 14 ans, il remporte un concours musical dans une colonie de vacances, dans le village gallois de Llandudno, le prix du concours étant une apparition sur scène au côté de Lonnie Donegan.
Durant ce concert, son frère Malcolm Hume fut impressionné par son jeu, et lui fit ensuite découvrir les grands noms du blues tels que Muddy Waters, Howlin' Wolf ou encore Sonny Boy Williamson. 
À l'âge de 17 ans, il fonde avec son frère le groupe Morning After, dans lequel il officie à la guitare et au chant. Il passe ensuite une bonne partie des années 1970 à se faire un nom en Angleterre.
En 1981, alors qu'une vague Punk déferle sur le Royaume-Uni, Norman Beaker lance son nouveau groupe: No Mystery, formation composée de musiciens de talent, leur répertoire est un blues teinté d'humour. Ils jouèrent à une occasion avec BB King.
Le groupe No Mystery sera un des rares à être autorisé à jouer en URSS, (Allemagne de l'Est et Pologne) avant la levée du Rideau de fer.

## 1983 - Aujourd'hui
No Mystery se sépare et, en 1983 "The Norman Beaker Band" première mouture apparaît, et avec l'arrivée de cette formation, Norman va jouer avec les plus grands: Chuck Berry, Alexis Korner, Graham Bond, Paul Jones, Jack Bruce, Chris Farlowe et d'autres.
En 1994, de nouveaux musiciens font leur apparition, on parle de "deuxième version" du groupe : c'est aujourd'hui la formation en activité.

## Discographie
- 1971: Blue Blood
- ????: Modern Days Lonely Nights JSP
- 1981: Taxman's Wine (Avec le groupe No Mystery) W/S
- 1984: Manchester Rythm and Blues Clardan
- 1986: Bought in The Act Clardan
- 1989: Into the Blues, JSP Records
- 1999: The Older I Get, The Better I Was, Out of Time Records
- 2002: Who's He Calling Me Him?, Delicious

## Concerts Live
- 2010: Larry Garner, Norman Beaker and Friends - Live at the Tivoli (Enregistré au Théâtre Tivoli, Wimborne le 8 octobre 2009)